# Franziska Ryser

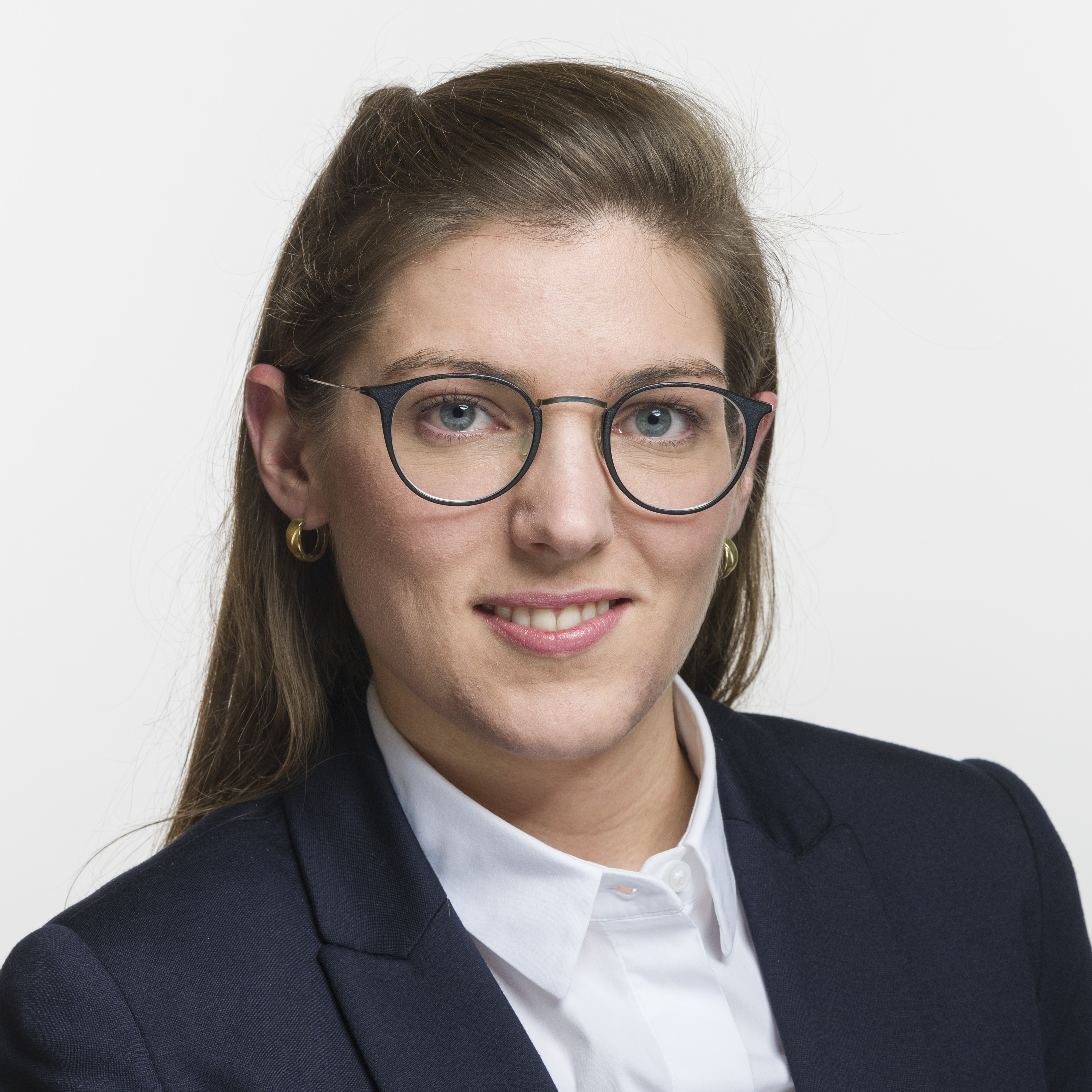
Franziska Ryser em 2019

Franziska Ryser (nascida a 22 de setembro de 1991) é uma política suíça que é membro do Partido Verde da Suíça. Ryser serve como membro do Conselho Nacional da Suíça desde dezembro de 2019 pelo cantão de São Galo.
Franziska Ryser nasceu a 22 de setembro de 1991 em São Galo. Embora fosse originalmente de Basel e Niederönz, Ryser passou a maior parte da sua juventude em São Galo. Após terminar os seus estudos secundários, Ryser estudou engenharia mecânica na ETH Zurich. Durante os seus estudos, Ryser trabalhou na fábrica de máquinas Kellenberger & Co em São Galo e na Bühler em Uzwil. Após a formatura em 2016, Ryser trabalhou no Laboratório de Engenharia de Reabilitação da ETH Zurich em preparação para um doutoramento.
Durante as sessões parlamentares em Berna, Ryser vive num apartamento compartilhado com os seus colegas conselheiros nacionais Andri Silberschmidt e Mike Egger.

## Carreira política
Em 2013, aos 21 anos, Ryser foi eleita para o parlamento local pela cidade de São Galo. De 2013 a 2016, Ryser serviu no comité de educação e em 2017 serviu no comité de imóveis e construção no parlamento local. Em 2017, Ryser também serviu como presidente do parlamento comunal.